# Градишче над Првачино
Градишче над Првачино (словен. Gradišče nad Prvačino, итал. Gradiscutta) је насељено место у општини Нова Горица, Горишка регија, Словенија.

## Историја
До територијалне реорганизације у Словенији било је у саставу старе општине Нова Горица.

## Становништво
У попису становништва из 2011. године, Градишче над Првачино је имало 505 становника.
| Број становника према пописима | Број становника према пописима | Број становника према пописима |
| ------------------------------ | ------------------------------ | ------------------------------ |
| 1991                           | 2002                           | 2011                           |
| 349                            | 476                            | 505                            |

Напомена: До 1953. исказивано под именом Градишче, а од 1953. до 1955. под именом Градишче при Залем Хриб. Године 2014. умањено за део насеља који је припојен насељу Ошевљек (Ренче-Вогрско).